# Eptesicus bottae
Пергач Бота (Eptesicus bottae) — вид рукокрилих родини Лиликові (Vespertilionidae).

## Поширення
Країни проживання: Афганістан, Вірменія, Азербайджан, Єгипет (Синайський півострів), Грузія, Греція (схід Егейського моря), Індія, Іран, Ірак, Ізраїль, Йорданія, Казахстан, Киргизстан, Ліван, Оман, Пакистан, Палестина, Саудівська Аравія, Сирія, Таджикистан, Туреччина, Туркменістан, Об'єднані Арабські Емірати, Узбекистан, Ємен.

## Стиль життя
Знайдений в широкому діапазоні напівпосушливих середовищ проживання, включаючи середземномор'я, низовинні сільськогосподарські угіддя і скелясті гори. Вид надає перевагу щілинному житлу; оселяється в будівлях, руїнах (в тому числі гробниці) і природних щілинах скель. Полює вночі, особливо на відкритій місцевості досить високо, але низько над рослинністю або у світлі вуличних ліхтарів. Самиці народжують одного-двох малят, дитинчата отримують здатність літати в липні.

## Морфологія
Довжина голови й тіла: 48-64 мм, вага від 12 до 23 гр, хвіст від 35 до 44,5 мм, розмах крил від 27 до 33 см з довжиною передпліччя від 40 до 50 мм.